# Parque dos Poetas
O Parque dos Poetas é um parque urbano em Oeiras, um dos Espaços Verdes da Grande Lisboa. O parque apresenta uma componente museológica de esculturas em homenagem a poetas da língua portuguesa. 

## Localização
Encontra-se a aproximadamente 900 m da Estação de Paço de Arcos, basta percorrer a Rua Lino de Assunção para encontrar a Entrada Sul, no cruzamento com a Rua Costa Pinto (cruzamento da escultura de Ícaro). Estende-se até à Rotunda de Cacilhas, onde se encontra a Entrada Norte.

## Descrição
O Parque dos Poetas ocupa uma área de 22,5 hectares com uma configuração que se alonga desde o nível de planalto — antigos campos de trigo e pastagem — descendo em direção à zona ribeirinha. 
A Alameda dos Poetas é o percurso central do parque, onde se caminha sobre lajes com poemas. Esta alameda é ladeada por pequenos jardins temáticos com as esculturas e as respetivas homenagens a poetas da língua portuguesa.
Encontram-se aqui as esculturas de: Álvaro Carneiro, Álvaro Raposo de França, António Matos, António Vidigal, Armindo Alípio Pinto, Carlos Marreiros, Clara Menéres, Cristina Ataíde, Dódo das Máscaras, Fernando Conduto, Flávio Miranda, Francisco Brennand, Francisco Menezes, Francisco Simões, Graça Costa Cabral, Gonçalo Bastos, Hélder Coelho Batista, Irene Vilar, João Antero, João Cutileiro, João Jorge Duarte, João Oom, José Aurélio, José João Brito, José Rodrigues, Lagoa Henriques, Laranjeira Santos, Leão Lopes, Luísa Perienes, Mário Cravo Júnior, Moisés Preto Paulo, Pedro Cabrita Reis, Pedro Campos Rosado, Rui Matos, Susana Piteira e Zulmiro de Carvalho.  

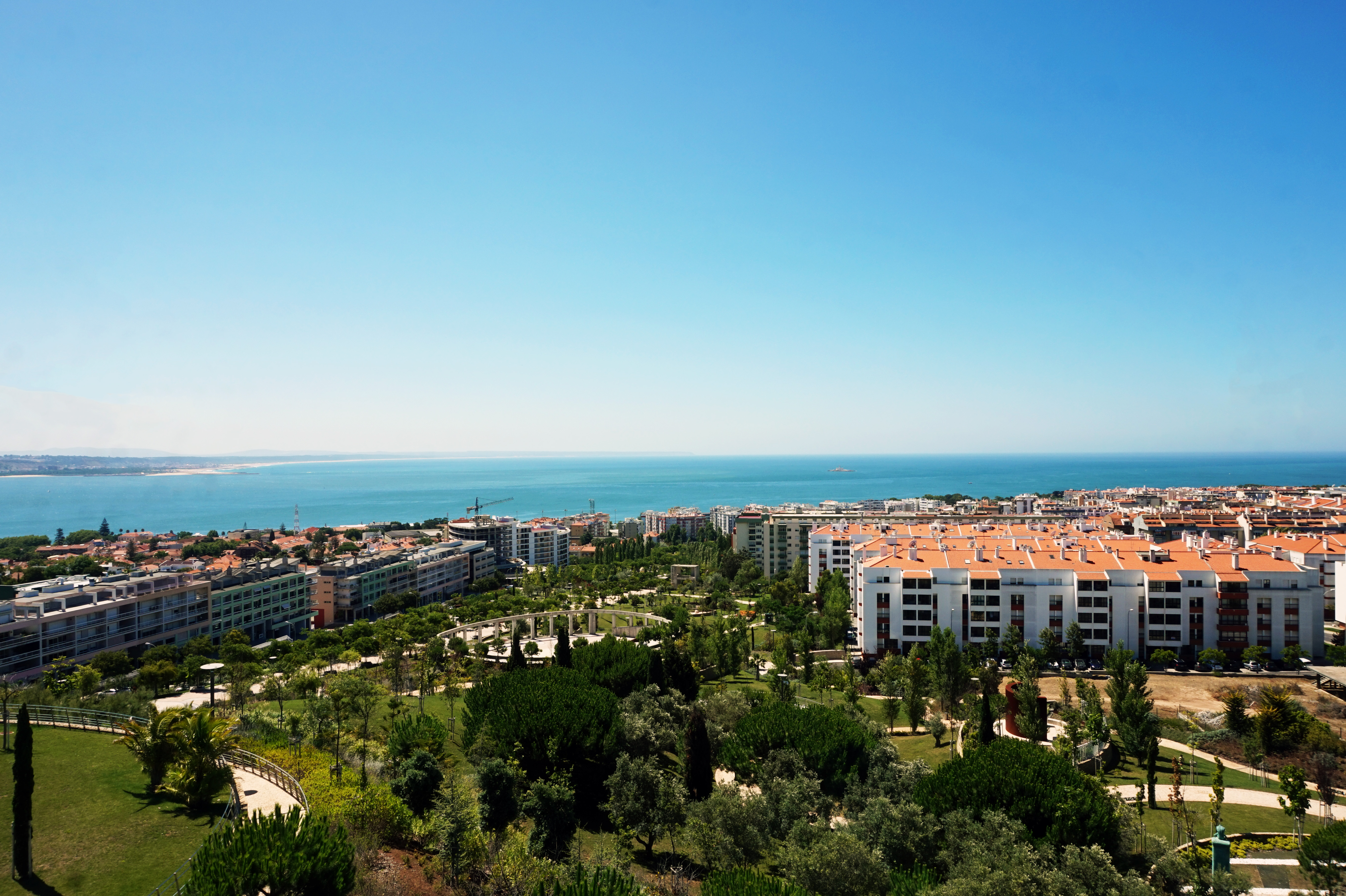
Vista do Alto do Puxa Feixe

O Estádio Municipal de Oeiras, o Templo da Poesia e a Fonte Cibernética fazem parte do conjunto de elementos que compõem o parque. 
Juntamente com os restantes espaços lúdicos são realizados festivais, como o festival EDP Cool Jazz e o festival Panda.
Também famoso pela vista única que oferece do Alto do Puxa Feixe, no Miradouro do Bugio, mas também junto ao Templo da Poesia e ao Labirinto. Aqui é possível desfrutar de uma das imagens mais encantadoras onde Estuário do Tejo e Atlântico se tocam, avistando o Farol do Bugio e uma boa parte da península de Setúbal. Um deleite que convida à reflexão, à busca interior, à expressão mais profunda dos sentimentos, à evocação de sonhos inscritos no limite do horizonte.
O custo total da construção deste parque estará entre os 20 e os 30 milhões de Euros. As muitas áreas verdes deste parque são muito artificializadas, requerendo elevadas quantidades de água e pesada manutenção, com o impacto ambiental equivalente, e respectivo custo de manutenção no orçamento municipal.
Outro problema que se aponta a este parque é o facto de ser um obstáculo à mobilidade activa, por estar murado e ter horários de abertura e fecho de portões (alguns destes, sempre fechados), aumentando assim a distância a percorrer a pé entre os bairros de um lado e do outro do parque. Não funciona como corredor verde de ligação entre as zonas próximas da linha de caminho de ferro e as zonas residenciais e de serviços a norte do parque não só pelos horários, mas também por ser proibida a circulação de bicicleta. Além disso, algumas entradas e percursos do parque não respeitam as regras de acessibilidade para pessoas de mobilidade reduzida.

## Composição
A Rua Carlos Vieira Ramos e a Rua São Salvador da Baía dividem o Parque dos Poetas em 3 partes, com a respetiva ordem cronológica dos poetas homenageados com os seus poemas nas lajes e com as esculturas: 

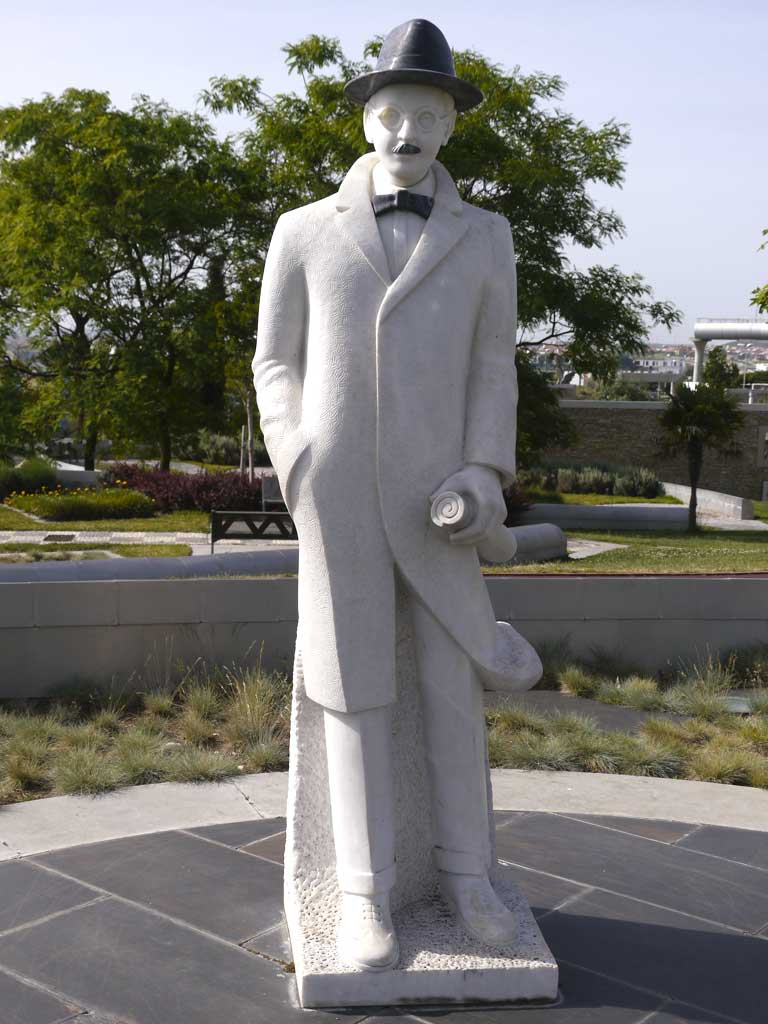
Fernando Pessoa, escultura de Francisco Simões

1. Trovadores aos poetas da renascença: D. Dinis, João Roiz de Castel-Branco, Gil Vicente, Garcia de Resende, Bernardim Ribeiro, Sá de Miranda, Cristóvão Falcão, Diogo Bernardes, Luís de Camões, António Ferreira, Francisco Rodrigues Lobo, Soror Violante do Céu, Frei Jerónimo Baía
2. Poetas do Barroco aos poetas do Romântico + poetas internacionais da língua portuguesa: Correia Garção, Filinto Elísio, Nicolau Tolentino, José Anastácio da Cunha, Marquesa de Alorna, Manuel Maria Barbosa du Bocage, Almeida Garrett, António Feliciano de Castilho, Alexandre Herculano, Soares de Passos, João de Deus, Antero de Quental, Gomes Leal, Guerra Junqueiro, António Feijó, Cesário Verde, António Nobre + Carlos Drummond de Andrade, Manuel Bandeira, José Craveirinha, Alda Lara, Vasco Cabral, Jorge Barbosa, José dos Santos Ferreira ou Adé, Fernando Sylvan, Alda do Espírito Santo, Adeodato Barreto
3. Poetas do século XX: Carlos de Oliveira, Camilo Pessanha, Teixeira de Pascoaes, Mário de Sá-Carneiro, Florbela Espanca, José Gomes Ferreira, José Régio, Vitorino Nemésio, Miguel Torga, Jorge de Sena, Sophia de Mello Breyner Andresen, Natália Correia, Eugénio de Andrade, Manuel Alegre, Fernando Pessoa, Alexandre O'Neill, António Ramos Rosa, David Mourão-Ferreira, António Gedeão, Ruy Belo

## História
Foi um projeto da Câmara Municipal de Oeiras no mandato do presidente Isaltino Morais que fez nascer o Parque dos Poetas. O tecido empresarial do concelho envolveu-se no seu desenvolvimento colaborando com a câmara municipal na concretização do parque, doando algumas das esculturas, investindo somas consideráveis em peças de arte e uma parte contribuindo na construção propriamente dita de todo o parque. A ideia inicial foi concebida pelo poeta e escritor David Mourão-Ferreira e pelo escultor Francisco Simões, aos quais se juntou o paisagista Francisco Caldeira Cabral e a arquiteta Elsa Severino com a sua equipa.
A sua construção foi feita entre 1998 e 2015 em 3 etapas, inauguradas respectivamente a Junho de 2003 (1.ª fase), Julho de 2013 (fase B) e Julho de 2015 (fase A). As 3 etapas corresponderam às 3 partes em que o parque se divide, mas não foram construídas de forma cronológica. Sendo a ordem de construção: poetas do século XX; dos trovadores aos poetas da renascença; dos poetas do Barroco aos poetas do Romântico e poetas internacionais da língua portuguesa.
A terceira e última parcela foi inaugurada a 18 de julho de 2015, com 7,7 hectares, incluindo um anfiteatro, o Miradouro do Bugio e o Templo da Poesia — um edifício com salas de trabalho, área de exposições, restaurante, auditório e uma grande varanda com vista panorâmica sobre o concelho.